# Tigre jouant avec une tortue
Tigre jouant avec une tortue est un tableau réalisé par le peintre français Eugène Delacroix en 1862. Cette huile sur toile est une peinture animalière représentant un tigre jouant avec une petite tortue. Elle s'est vendue pour près de dix millions de dollars chez Christie's en mai 2018 à New York.